# František Silbernágl
František Silbernágl (* 6. srpna 1939) je bývalý český fotbalista, záložník. Po skončení aktivní kariéry působil jako trenér. Ligovým fotbalistou byl i jeho syn Petr.

## Fotbalová kariéra
V československé lize hrál za Spartak Hradec Králové. Nastoupil v 66 ligových utkáních a dal 7 gólů.

## Ligová bilance
| Ročník                                   | Zápasy | Góly | Klub                   |
| ---------------------------------------- | ------ | ---- | ---------------------- |
| 1. československá fotbalová liga 1957/58 | 1      | 0    | Spartak Hradec Králové |
| 1. československá fotbalová liga 1962/63 | 8      | 0    | Spartak Hradec Králové |
| 1. československá fotbalová liga 1963/64 | 16     | 3    | Spartak Hradec Králové |
| 1. československá fotbalová liga 1965/66 | 25     | 3    | Spartak Hradec Králové |
| 1. československá fotbalová liga 1966/67 | 15     | 1    | Spartak Hradec Králové |
| CELKEM                                   | 66     | 7    |                        |